# Велика Крутенка
Велика Кру́тенка (рос. Большая Крутенка) — присілок у складі Шабалінського району Кіровської області, Росія. Входить до складу Гостовського сільського поселення.
Населення становить 5 осіб (2010, 11 у 2002).
Національний склад станом на 2002 рік — росіяни 91 %.